# Душан Угрін (1967)
Душан Угрін (чеськ. Dušan Uhrin Jr., нар. 11 жовтня 1967, Прага) — чеський футболіст, що грав на позиції півзахисника. По завершенні ігрової кар'єри — тренер.

## Ігрова кар'єра
Розпочав займатись футболом у «Метеорі» (Прага), звідки перейшов до академії «Богеміанса». У 1984 році він повернувся у «Метеор», де став грати за основну комаанду у нижчих лігах. Згодом він виступав за у «Монтаже» (Прага), а у 1988—1990 роках він грав за «Їлове».

## Кар'єра тренера
Розпочав тренерську кар'єру 1990 року, ставши граючим тренером нижчолігового клубу «Страшніце», коли йому було всього 23 роки.
З 1992 по 1994 рік тренував «Уніон» (Прага), після чого очолив «Славой Вишеград» і підняв команду з п'ятої в четверту лігу. У 1997/98 тренував резервну команду празької «Спарти» в третьому дивізіоні, після чого очолив «Татран» (Пошторна) у другій лізі.
1999 року став тренером молодіжної команди «Славії», а з грудня 1999 року по червень 2001 року працював у першій команді, де спочатку був асистентом Франтішека Ципро, а потім Карела Яроліма.
У сезоні 2002/03 він став помічником тренера празького «Богеміанса» і замінив Володимира Боровичка на посаді головного тренера після 5 туру. Він не зміг запобігти вильоту команди до другого дивізіону, після чого його змінив Зденек Грушка, але на початку 2004 року Угрін знову став головним тренером команди. У жовтні 2004 року він став тренером «Млади Болеслав», яка була на останньому місці в таблиці чемпіонату. Угрін допоміг команді посісти 14 місце у тому сезоні та врятувати місце в еліті. У наступному сезоні 2005/06 команда сенсаційно стала віце-чемпіоном країни, встановивши найкращий результат в історії клубу. Це дозволило команді вперше в історії зіграти у єврокубках і у кваліфікації Ліги чемпіонів команда Угріна пройшла «Волеренгу», але у наступному раунді програла «Галатасараю». Після у цього першому раунді Кубку УЄФА чеська команда сенсаційно обіграла «Олімпік» з Марселя. На груповому етапі команда програла лише одну гру «Панатінаїкосу» (0:1), зігравши інші три гри внічию, але все одно завершила свою першу в історії участь у єврокубках на останньому місці в таблиці. У травні 2007 року, після того як команда закінчила чемпіонат на третьому місці, тренер подав у відставку.
26 листопада 2007 року підписав контракт з клубом першого дивізіону Румунії «Політехніка» (Тімішоара). Після його звільнення з команди на початку січня 2009 року Угрін недовго працював з іншою місцевою командою ЧФР (Клуж-Напока), але 5 квітня 2009 року був знову звільнений.
У травні 2009 року Угрін повернувся до «Млади Болеслав», втім вже у грудні Угрін і клуб розірвали контракт за згодою сторін. Незабаром після цього чех підписав контракт з клубом кіпрського першого дивізіону АЕЛ. У середині грудня 2010 року він повернувся до Румунії, знову очоливши «Тімішоару», з якою закінчив сезон 2010/11, посівши друге місце у чемпіонаті. Однак клуб не був допущений до сезону 2011/12 і був змушений вилетіти в Лігу II, через що наприкінці липня 2011 року Угрін покинув команду.
Після року без роботи, у червні 2012 року він очолив «Динамо» (Тбілісі). За підсумками першого сезону йому вдалося виграти чемпіонат Грузії з командою вперше після 2008 року, коли це з «динамівцями» зробив його батько. Також за підсумками цього сезону Угрін виграв з командою і Кубок Грузії. 6 грудня 2013 року він покинув грузинський клуб.
17 грудня 2013 року Урін став головним тренером «Вікторії» (Пльзень), змінивши Павела Врбу, який покинув клуб щоб тренувати збірну Чехії. Під його керівництвом «Вікторія» стала віце-чемпіоном Чехії та стала фіналістом Кубка Чехії у сезоні 2013/14, поступившись в обох випадках празькій «Спарті». На початку сезону 2014/15 команда Угріна знову зазнала поразки від «Спарти» (0:3) у Суперкубку Чехії. 11 серпня 2014 року Угрін був відправлений у відставку керівництвом клубу після невдалого виступу в Лізі Європи УЄФА 2014/15 з румунською командою «Петролул» (1:4, 1:4), через що команда рано вилетіла з єврокубків.
19 грудня 2014 року очолив «Динамо» (Мінськ), але вже 30 квітня 2015 року був відправлений у відставку.
У червні 2015 року став головним тренером празької «Славії». У сезоні 2015/16 він привів команду до підсумкового 5-го місця, забезпечивши участь у кваліфікаційних раундах Ліги Європи 2016/17. У серпні 2016 року був звільнений через незадовільні результати після поразки від «Вікторії» в Пльзені з рахунком 1:3. У чотирьох матчах чемпіонату сезону 2016/17 команда здобула 5 очок із 12 можливих, а також вилетіла в 4-му попередньому раунді Ліги Європи від «Андерлехта».
У червні 2017 року Угрін втретє за кар'єру став головним тренером «Млади Болеслав», втім вже у лютому 2018 року його було звільнено з посади.
У серпні 2019 року Угрін очолив «Динамо» (Бухарест), де працював до березня 2020 року. Згодом з червня по вересень тренував інший місцевий клуб «Газ Метан».
У квітні 2021 року Угрін повернувся в «Динамо» (Бухарест) з метою врятувати клуб від вильоту. Під керівництвом Угріна «Динамо» уникло вильоту, однак лише за тиждень до початку сезону 2021/22 років Угрін несподівано залишив «Динамо». У березні 2022 року Угрін втретє очолив «Динамо» (Бухарест), однак знову надовго не затримався і влітку покинув колектив.
2022 року недовго працював у кіпрському клубі «Карміотісса», після чого повернувся на батьківщину і очолив «Пршибрам», головним тренером команди якого Душан Угрін був з 2022 по 2023 рік.
26 лютого 2024 року Угрін був призначений головним тренером словацького клубу ВіОн (Злате Моравце). Втім, Угріну не вдалось врятувати команду від вильоту з вищому дивізіону, посівши з нею останнє місце, після чого влітку покинув команду.

## Титули і досягнення

### Як тренера
- Чемпіон Грузії (1):

«Динамо» (Тбілісі): 2012/13
- Володар Кубка Грузії (1):

«Динамо» (Тбілісі): 2012/13

## Особисте життя
Його батько, Душан Угрін-старший, також був футбольним тренером.